# المر والرمان
الرمان والمُرّ هو فيلم درامي رومانسي فلسطيني صدر عام 2008من تأليف وإخراج نجوى نجارتدور أحداث الفيلم في رام الله ويتتبع رحلة قمر، وهي راقصة فلسطينية موهوبة، والتي يسجن زوجها زيد من قبل السلطات الإسرائيليةيصور الفيلم صمود الشعب الفلسطيني وروحه، مع التركيز على تحدياتهم وانتصاراتهم اليومية.
تم تصوير الفيلم بشكل رئيسي في رام الله، مع مشاهد إضافية تم تصويرها في القدس.

## حول الفيلم
تدور القصة حول خديجة، وهي شابة فلسطينية تلعب دورها هيام عباس، وهي راقصة طموحةتأخذ حياتها منعطفًا دراميًا عندما يتم القبض على خطيبها منصور (يلعب دوره علي سليمان) وسجنه بسبب التوترات السياسية في المنطقةبينما تتنقل خديجة بين حزنها وتكافح مع الضغوط المجتمعية المحيطة بها، تجد العزاء والقوة في فنهابينما تنغمس كامار في شغفها بالرقص، تلتقي بقيس، وهو راقص ساحر وموهوب يأسر قلبها وعقلهامن خلال تفاعلاتهما، تجد كامار نفسها ممزقة بين ولائها لزوجها المسجون ومشاعرها المتزايدة تجاه قيس.

## طاقم التمثيل
- ياسمين المصري في دور قمر[22]
- أشرف فرح بدور زيد[23]
- علي سليمان في دور قيس[24]
- هيام عباس في دور أم حبيب[25]
- وليد عبد السلام عودة[26]
- لطف نويسر بدور عيسى[27]
- ليا تسيميل في دور ليا
- سامية قزموز بكري في دور أم زيد[28]
- جائزة منال عنبر
- أحمد أبو سلوم بدور أبو عنتر[29]
- فالنتينا أبو أقصى بدور مريم
- يوسف أبو وردة في دور يوسف[30]
- وردة دكوار بدور ياسمين
- وردة جبران بدور ياسمين[31]
- دورين مناويير في دور رشا
- حسين نقلة بدور أبو سجي

## النقد
حصد الفيلم تقييمات إيجابية ونقدية متباينة، أشاد النقاد بأداء الفيلم التقني، ومشاهده المذهلة، وعناصره الهيكلية المتينة، مع ذلك أشار بعض النقاد إلى افتقار حبكة القصة إلى العمق، وإلى عدم اكتمال مثلث الحب الرئيسي بشكل مُرضٍ.

## التكريمات والجوائز
- صندوق تطوير السيناريو – مهرجان أميان السينمائي الدولي.[33]
- أربع جوائز في مهرجان سان سيباستيان (سينما في الحركة، 2008).
- جائزة أفضل فيلم عربي من الجمهور – مهرجان الدوحة ترايبيكا السينمائي (2009).[34][35]
- الجائزة الكبرى – مهرجان أمل للسينما العربية والأوروبية (2009).
- أفضل ممثلة وأفضل تصوير سينمائي – مهرجان مسقط السينمائي الدولي (2010).[36]
- يوسف شاهين الجائزة الكبرى للسينما وتنويه خاص لأفضل ممثلة – المهرجان الدولي للسينما بالرباط (2010).[29]